# Fanji
Fanji (kinesiska: 樊集, 樊集乡) är en socken i Kina. Den ligger i provinsen Henan, i den centrala delen av landet, omkring 260 kilometer sydväst om provinshuvudstaden Zhengzhou. Antalet invånare är 24767. Befolkningen består av 12 537 kvinnor och 12 230 män. Barn under 15 år utgör 25,0 %, vuxna 15-64 år 64 %, och äldre över 65 år 10,0 %.
Genomsnittlig årsnederbörd är 843 millimeter. Den regnigaste månaden är augusti, med i genomsnitt 143 mm nederbörd, och den torraste är januari, med 7 mm nederbörd.